# 重庆真管螺
重庆真管螺（学名：Euphaedusa chongqingensis），是柄眼目烟管蜗牛科小烟管蜗牛属的一种。主要分布于中国大陆，常栖息在阴暗潮湿和多腐殖质的环境。
其种加词“Chongqingensis”意为“重庆的”。